# Роберт Бош
Вижте пояснителната страница за други личности с името Бош.
Роберт Бош (на немски: Robert Bosch) е германски индустриалец, основател на фирмата Robert Bosch GmbH.
Роден е в с. Албек, близо до гр. Улм на 23 септември 1861 г., починал в Щутгарт на 12 март 1942 г. Той е 11-ото дете в семейството на заможни земевладелци. Баща му е необикновено образован човек за своето време, поради което държал много на доброто образование на децата си.

## Бизнес
След като завършва образованието си, Роберт Бош прекарва седем години, работейки за различни компании в Германия, САЩ (за Томас Едисон в Ню Йорк), Великобритания (за Siemens). На 15 ноември 1886 г. отваря собствена работилница за фина механика в Щутгарт. След една година прави значително подобрение на непатентован магнетен запалителен уред, изработен от производителя на двигатели Deutz. Това представлява и първият му бизнес успех. Предназначението на уреда е да генерира електрическа искра, необходима за възпламеняване на гориво-въздушната смес в стационарен двигател с вътрешно горене. През 1897 г. Бош става първият, който адаптира такъв магнетен запалителен уред към двигател на автомобил, с което разрешава един от най-тежките технически проблем, стояли пред автомобилната индустрия в първите ѝ десетилетия.
Още преди края на 19 в. Бош разширява дейността си извън пределите на Германия. Основаното вече дружество „Bosch Magneto Co“ открива свой офис във Великобритания през 1898 г., а скоро след това следват и други европейски страни. Първият магазин и фабрика в САЩ са отворени съответно през 1906 и 1910 г. До 1913 г. дружеството има вече клонове в Америките, Азия, Африка и Австралия, като генерира 88 % от продажбите си извън Германия.
Глобалната икономическа криза през 1920-те години принуждава Бош да започне програма за модернизиране и разнообразяване на дейностите в дружеството му. Само след няколко години успява да превърне дружеството си в международна група.
Още от самото начало Бош започва да организира професионално и допълнително обучение за своите служители и клиенти. Подтикван от силното му осъзнаване на социалните отговорности на предприемача, той е сред първите индустриалци в Германия, които въвеждат 8-часов работен ден.
Като отговорен за обществото индустриалец Робърт Бош не желае да печели пари от договорите за въоръжение, възложени на дружеството му през Първата световна война. Вместо това той дарява няколко милиона германски марки за благотворителни каузи. Резултат от тази му благородна проява е болницата, която открива в Щутгарт през 1940 г.
Когато умира на 12 март 1942 г. на 81 години, Бош е наследен от 4 деца от 2 брака. Според завещанието му печалбите от дружеството трябва да се разпределят за благотворителни каузи. В същото време полага основите и завещава на своите последователи основните етични принципи на корпорацията, които окончателно са формулирани през 1964 г. и са валидни и до днес.

## Политика
През 1920-те и 1930-те години Роберт Бош проявява и политическа активност. Като либерален предприемач той ръководи редица икономически комисии. Отдава големи усилия и пари на каузата за помирение между Германия и Франция. Надява се, че това помирение ще доведе до продължителен мир в Европа и до създаването на европейска икономическа зона без митнически бариери. Но национал-социалистическият режим в Германия довежда миротворческите усилията на Бош до рязък край. Въпреки тях национал-социалистическият режим в Германия принуждава дружеството да работи по договори за въоръжения.
В същото време обаче Бош подкрепя съпротивата срещу Адолф Хитлер: заедно с най-близките си съратници спасява от депортиране хора от еврейски произход и други преследвани от нацистите.